# East Rockingham Waste to Energy
East Rockingham Waste to Energy — строящийся объект, представляющий собой завод по переработке бытовых отходов и электростанцию, расположенный в Ист-Рокингеме, Западная Австралия. После завершения строительства планируется перерабатывать более 300 тыс. тонн отходов и производить 29 МВт электроэнергии в год.

## Справочная информация
На момент утверждения проекта в Австралии ежегодно на свалку поступало 23 млн тонн отходов, причем в штате Западная Австралия был самый низкий уровень утилизации отходов и самый высокий уровень образования отходов на душу населения в стране. Географическое положение города Перта, расположенного на песчаной прибрежной равнине и в значительной степени зависящего от грунтовых вод как источника питьевой воды, означало, что новые свалки в столичном регионе вряд ли будут утверждены, а существующие уже близки к заполнению. Как следствие, правительство Западной Австралии призвало местные советы покончить с зависимостью от свалок к 2020 году, поскольку данная ситуация не является устойчивой.

## Обзор
Завод East Rockingham Waste to Energy, на момент утверждения строительства в январе 2020 года, был вторым утвержденным заводом по переработке отходов в энергию в Австралии. Данное предприятие предназначено для приема отходов, подлежащих для захоронения на полигоне, из регионов Кокберн, Белмонт, Каламунда и Суон, а также графства Мундаринг.
Объект совместно финансируется и принадлежит компаниям John Laing Group, Acciona Concesiones, Hitachi Zosen Inova, а также Masdar Tribe Energy, дочерней компании холдинга Mubadala Investment Company.
Предполагается, что после ввода в эксплуатацию объект будет ежегодно перерабатывать 300 тыс. тонн общих отходов, а также 30 тыс. тонн биозолы для производства 29 МВт электроэнергии. В качестве отходов на объекте ежегодно будет образовываться 70 тыс. тонн шлака, который предназначен для использования в качестве строительного материала.
Планируется, что на строительстве объекта будет занято 300 человек, а на эксплуатации — 50. Строительство объекта, которое началось в мае 2020 года, получило 18 млн австралийских долларов федерального финансирования от Австралийского агентства возобновляемой энергии, а также 57,5 млн австралийских долларов в виде субординированного долга от Финансовой корпорации чистой энергии федерального правительства Австралии.
По контракту эксплуатация и обслуживание объекта после завершения строительства будет осуществляться французской компанией Engie (бывшая GDF Suez), а окончание строительства запланировано на конец 2022 года.
На момент утверждения проекта в январе 2020 года в Западной Австралии были одобрены к строительству еще два завода по переработке отходов в энергию: завод в Квинане Kwinana Waste to Energy Plant, который будет использовать ту же технологию сжигания, что и завод в Ист-Рокингеме, и будет расположен в 4,5 км, и завод в Порт-Хедленде. Из этих трех заводов первым, в 2018 году, начал строиться завод в Квинане, который будет больше, чем завод в Восточном Рокингеме, рассчитан на 400 тыс. тонн отходов и будет производить 36 МВт электроэнергии.
Расположенный на участке площадью 10 га (25 акров) завод East Rockingham Waste to Energy будет включать в себя установку по переработке донной золы, что является частью требования по достижению необходимого уровня утилизации отходов на полигонах.